# Большая Сахалинка
Больша́я Сахали́нка (до 1972 года — Большо́й Сила́н) — река в Пожарском районе Приморского края России.
Длина реки — 57 км, площадь бассейна — 822 км², общее падение реки 59 м. Ширина её до 20 м, глубина достигает от 0,8 до 1,2 м. Русло реки извилистое.
Река Большая Сахалинка течёт в северо-восточном направлении. Впадает в реку Бикин слева, в 102 км от её устья, в окрестностях Лучегорска, в 6 км восточнее бывшего села Благовещенки. Примерно в 10 км ниже устья Большой Сахалинки находится устье реки Контровод.
Основные притоки реки: Шульга, Ассикаевка, Горелая Падь, Ульяновка.
В летнее время часты паводки, вызываемые интенсивными продолжительными дождями.
Единственный населённый пункт в долине реки — село Нагорное Пожарского района.